# Duraluminij
Duraluminij ili duralumin je slitina aluminija, bakra, magnezija i mangana. 

## Primjena u zrakoplovstvu
Legure aluminija su se kao konstruktivni materijal u zrakoplovstvu počele koristiti već krajem 19. stoljeća poznate pod imenom Schwarzov aluminij. Zbog male čvrstoće čisti aluminij se ne može koristiti pri izradi nosećih elemenata konstrukcije. Zato ga treba legirati, odnosno dodavati razne druge metale koji će poboljšati mehaničke osobine osnovnog elementa, tj. aluminija. Kao elementi za legiranje uglavnom se dodaju: bakar, cink, silicij, magnezij, nikal, krom, željezo itd. Najčešći elementi kojima se legira aluminij su bakar i magnezij. Kao čisti element aluminij se može upotrijebiti za cjevovode instrumenata (danas se koriste polivinil crijeva) i razne kapotaže (pokrovi otvora na oplati zrakoplova za servisiranje). Poslije termičke obrade konačne osobine legure ne dobivamo odmah već nakon nekoliko dana, u zavisnosti od tipa legure. Čvrstoća na lom raste s vremenom i s temperaturom žarenja („starenje“). Iz duraluminija se mogu izrađivati cijevi, šipke, limovi, trake itd. Čvrstoća na lom poslije „starenja“, u zavisnosti od tipa legure i načina termičke obrade, dostiže veličinu do 50 kp/mm2. Po osobinama obradivosti, ove su legure vrlo zahvalan materijal. Mogu se lijevati, tiskati, kaliti, strojno obrađivati, zavarivati, valjati ili izvlačiti. Upotrebljavaju se za izradu kompletnih ramenjača, prešanih profila, rebara, okvira, oplate, cijevi i zakovica.